# Ernesto Celli
Ernesto Celli (Santa Fe, 10 luglio 1894 – 2 marzo 1925) è stato un calciatore argentino, di ruolo centrocampista e attaccante.

## Caratteristiche tecniche
Giocava come centromediano; nel corso della carriera nel Newell's Old Boys giocò anche come interno sinistro e centravanti.